# Ľudovít Fulla
Ľudovít Fulla (27. února 1902, Ružomberok – 21. dubna 1980, Bratislava) byl slovenský malíř a grafik, nositel titulu národní umělec.
Je považován za jednoho ze zakladatelů moderního malířství a grafiky. Studoval v Praze na Akademii umění u profesora Kysely. Inspirací mu byl slovenský lid, jeho tradice i současný život a práce, lidové písně a pověsti. Byl mnohostranným umělcem, věnoval se malbě, dřevořezům, návrhům na gobelíny, jevištní výpravě a ilustraci. Je také autorem rubu nevydané bankovky v hodnotě 5000 Sk.